# Соскиев, Алан Бекмарзаевич
Алан Бекмарзаевич Соскиев (6 июня 1935 — 7 июля 2008) — советский и российский экономист, специалист в области социального развития села, земельных отношений, член-корреспондент ВАСХНИЛ (1991).

## Биография
Родился в с. Новый Урух Ирафского района Северо-Осетинской АССР. Окончил Саратовский экономический институт (1957).
Председатель районной плановой комиссии (1957—1960), начальник сектора Госплана (1961—1963) Чечено-Ингушской АССР.
В ВАСХНИЛ и РАСХН: аспирант (1963—1966), ученый секретарь Отделения экономики и организации с.-х. производства ВАСХНИЛ, заместитель председателя совета по социальному развитию села (1981—1991), заместитель академика-секретаря Отделения экономики (1991—1999).
С 1999 г. главный научный сотрудник Всероссийского института аграрных проблем и информатики.
Разработчик методических рекомендаций по актуальным вопросам трудоиспользования, мотивации трудовой активности. Автор рекомендаций по решению социальных вопросов сельского населения с учётом специфических требований регионов.
Доктор экономических наук (1980), профессор (1986), член-корреспондент ВАСХНИЛ (1991).
Заслуженный деятель науки Российской Федерации (1992). Награждён медалями «За отвагу» (1979), «В память 850-летия Москвы» (1997), медалью им. А. В. Чаянова (2003).
Опубликовал около 200 научных трудов.
Книги:
- Воспроизводство и использование трудовых ресурсов сельского хозяйства. — М.: Колос, 1978. — 207 с.
- Арендное землепользование / соавт. В. П. Погожев. — М.: Агропромиздат, 1990. — 96 с.
- Многоукладная экономика АПК России: вопросы теории и практики / соавт.: А. А. Шутьков и др. — М.: Колос, 1998. — 359 с.